# イセハナビ属
イセハナビ属（イセハナビぞく、Strobilanthes）はキツネノマゴ科の一年生〜多年生の草本〜低木。

## 特徴
多年生の種のなかには、一回結実性で数年〜十数年に1回開花し結実後に枯れるものがある。茎は4稜がある。葉は対生し、左右で大きさが異なる不等葉性のものもある。花冠は先端が5裂し広がる。葉や花は極めて多様で、葉が美しく色づくものもある。

## 利用
リュウキュウアイはインディゴを含み、藍染めの染料の原料の一つとして、沖縄～東南アジアで用いられてきた。
熱帯産の種は観賞用として鉢物や温室内の地植えで利用される。冬越しには最低気温10℃以上を要する。

## 分布
日本、朝鮮半島、中国〜インド、東南アジア〜オーストラリアに分布。

## 下位分類（種）
2025年7月現在、POWOではStrobilanthes属に466種を認めている。
【日本に分布・生育する7種】
- S. cusia リュウキュウアイ
- S. glandulifera コダチスズムシソウ（セイタカスズムシソウ）
- S. japonica イセハナビ
- S. oligantha スズムシバナ
- S. reptans ヒロハサギゴケ（ミヤコジマソウ）
- S. tashiroi オキナワスズムシソウ
- S. wakasana ユキミバナ

【海外産の種、日本国内で栽培される種】
- S. dyeriana ウラムラサキ [1][7]
- S. flexicaulis アリサンアイ [2]
- S. hamiltoniana ストロビランテス・ハミルトニアナ [1]

## ギャラリー
- リュウキュウアイ
- ヒロハサギゴケ
- ミヤコジマソウ
- オキナワスズムシソウ

- ウラムラサキ
- アリサンアイ
- ストロビランテス・ハミルトニアナ